# شهرستان گراهام (کارولینای شمالی)
شهرستان گراهام، کارولینای شمالی (به انگلیسی: Graham County, North Carolina) یک سکونتگاه مسکونی در ایالات متحده آمریکا است که در کارولینای شمالی واقع شده‌است.

## خصوصیات
شهرستان گراهام ۷۸۲٫۱۸ کیلومترمربع مساحت دارد.